# Schloss Elmau

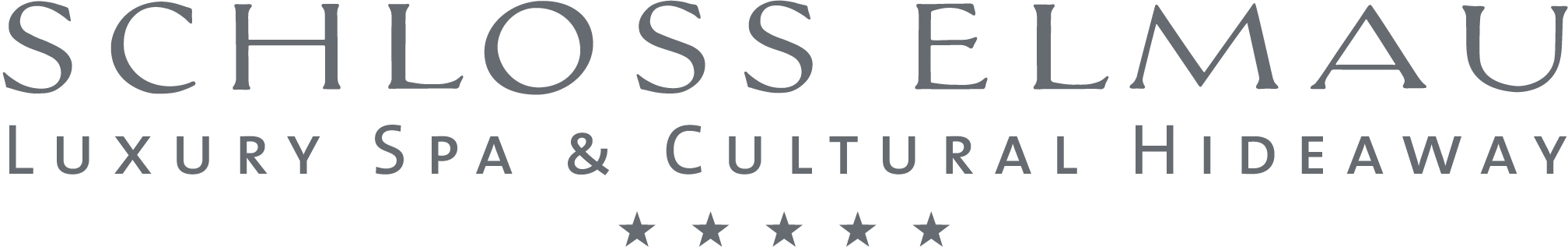

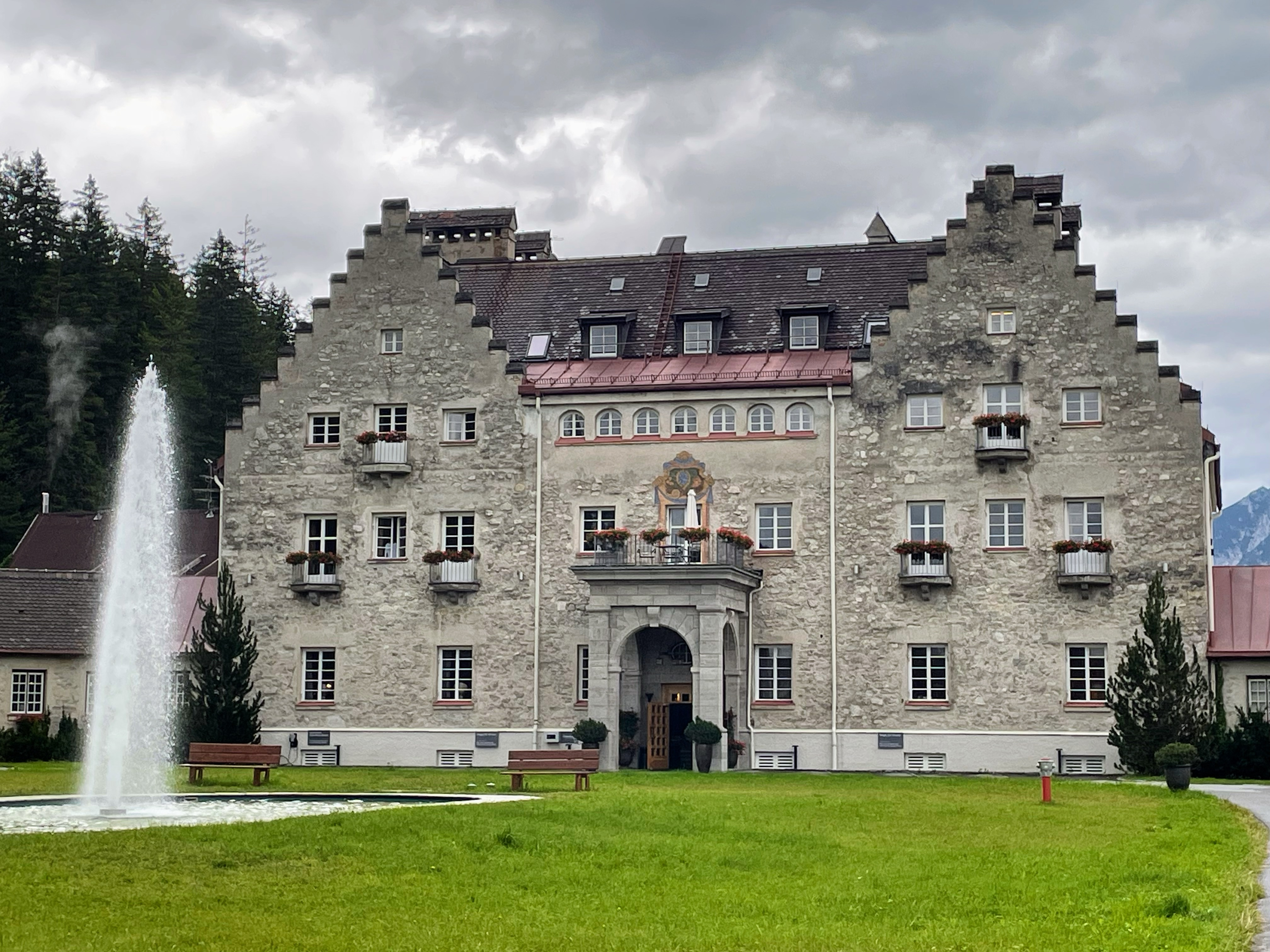
Ingresso dello Schloss Elmau.

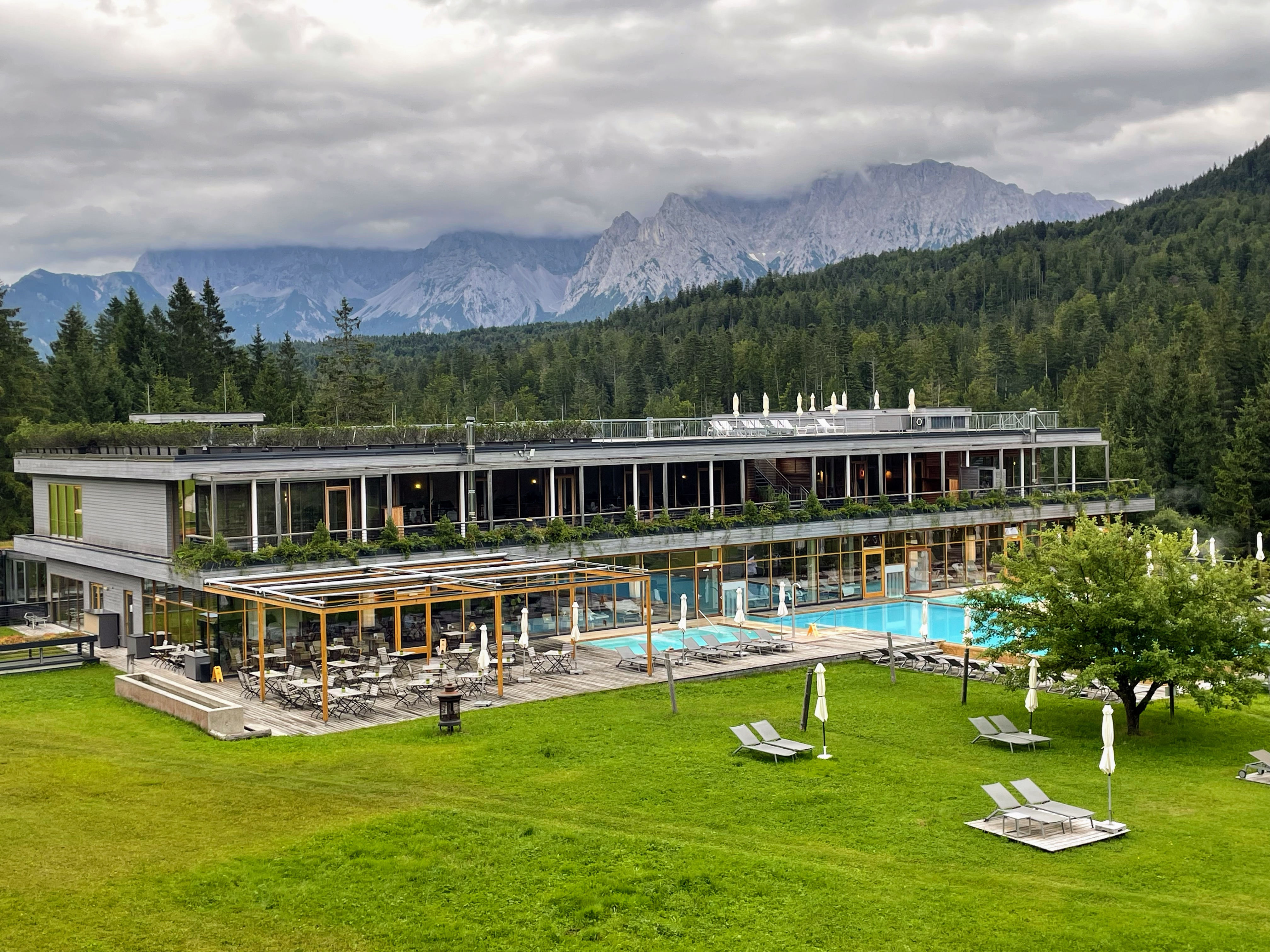
Il resort dello Schloss Elmau immerso nelle alpi bavaresi.

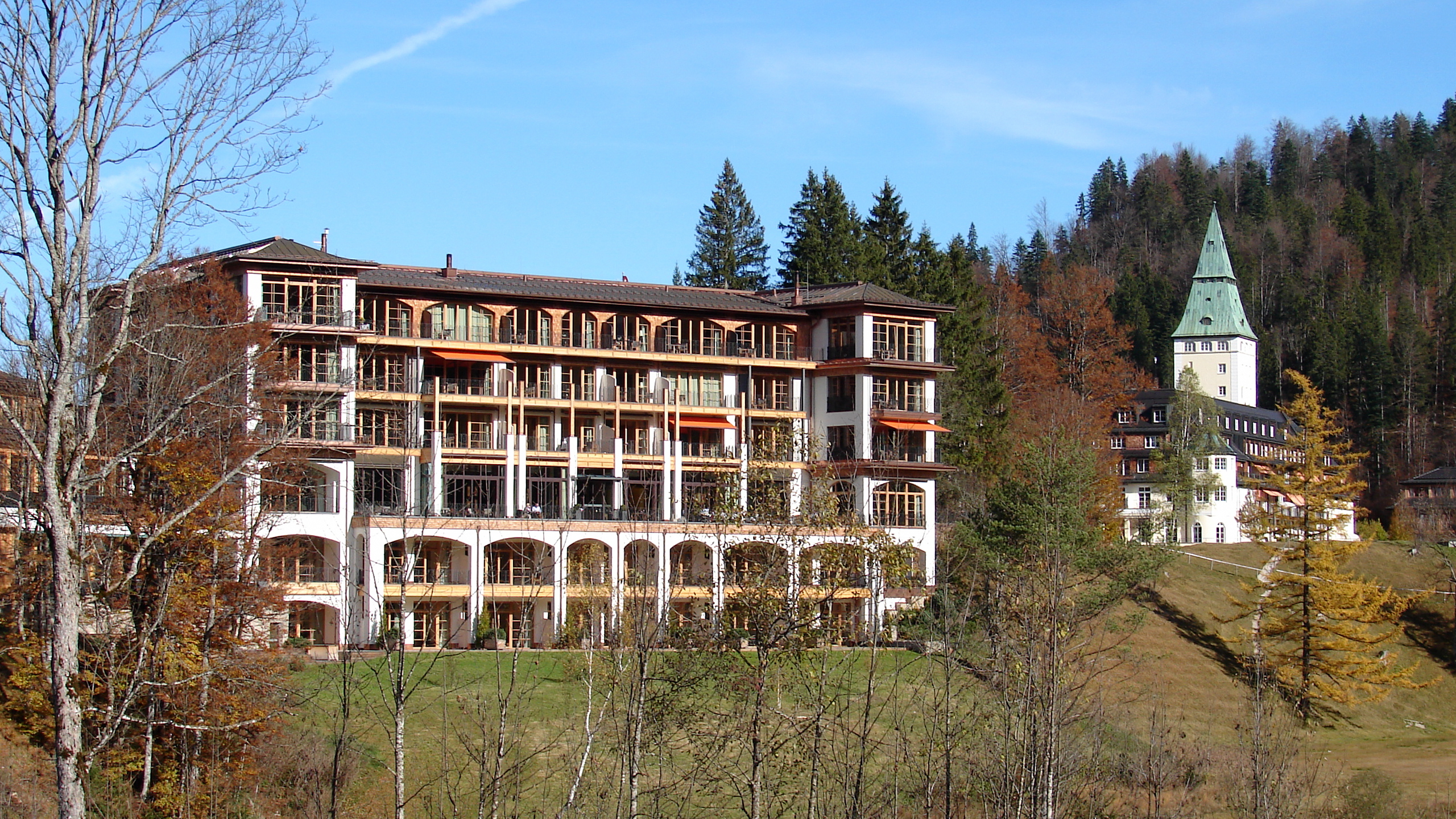
Schloss Elmau Retreat.

Schloss Elmau è un resort di lusso situato ai piedi dei Monti del Wetterstein, all'interno di una riserva naturale, nella municipalità di Krün
tra Garmisch-Partenkirchen e Mittenwald, in Baviera.

## Storia
Il nome Elmau compare per la prima volta in un documento nel 1395, con il significato di «pianura alluvionale ricoperta di olmi».
Intorno al 1870 la zona di Elmau entrò nella disponibilità di Ludovico II di Baviera, poi nel 1912 acquistata dallo scrittore, filosofo e teologo Johannes Müller. Tra il 1914 e il 1916 Johannes Müller, con l'aiuto di Elsa Haniel von Michael, sotto la direzione dell'architetto Carl Sattler, fece costruire Schloss Elmau. Inizialmente doveva essere una comunità artistica nella quale dei volontari si occupavano dell'accoglienza degli artisti ospiti, tra i quali il principe Massimiliano di Baden e Adolf von Harnack, teologo protestante e storico della chiesa.
Sotto il regime nazista, Müller evitò il rischio di un ordine di esproprio affittando l'edificio alla Wehrmacht. Nel secondo dopoguerra il castello fu per un breve periodo confiscato dall'esercito americano e utilizzato come ospedale da campo, quindi utilizzato dal governo bavarese per i malati di tubercolosi. Nel 1951 i figli di Müller presero in affitto il castello dal governo bavarese per farne un albergo.
Dopo il 1957, Schloss Elmau è divenuto famoso per la musica da camera, ospitando Quartetto Amadeus, Benjamin Britten, Julian Bream, Yehudi Menuhin e Alfred Brendel. Sempre nel 1957, il Gruppo 47 ha scelto Schloss Elmau per una delle sue riunioni semestrali.
Nelle prime ore del 7 agosto 2005 è scoppiato un incendio, causato da una coperta elettrica. L'incendio ha distrutto quasi l'intero piano superiore dell'edificio principale, senza gravi vittime. Nell'aprile 2006 l'hotel è stato ricostruito su progetto dell'architetto Christoph Sattler. Il 21 giugno 2007 la nuova inaugurazione come Luxury Spa & Cultural Hideaway, un hotel a cinque stelle con 115 tra camere e suite e una spa, affiliato a The Leading Hotels of the World.
Completa la struttura una sala concerti da 300 posti che ogni anno ospita circa 220 concerti di musicisti famosi, tra i quali: il pianista russo Grigorij Sokolov, il tenore inglese Ian Bostridge, il pianista jazz statunitense Brad Mehldau, il violoncellista lettone Mischa Maisky.
Il 21 marzo 2015 è stato inaugurato il nuovo edificio Retreat, 150 metri a ovest dall'edificio storico, dotato di 47 tra camere e suite, tre ristoranti e due spa.
Il ristorante Luce d'Oro è stato premiato con due stelle Michelin mentre la guida Gault Millau gli ha assegnato quattro toque (cappelli da cuoco).

### G7 del 2015
Il vertice del G7 del 2015 si è svolto il 7-8 giugno 2015 allo Schloss Elmau.
I lavori preparatori nelle vicinanze del resort sono iniziati già nel 2014: le strade sono state ampliate e asfaltate ed è stato costruito un eliporto. Una zona di sicurezza di 8 km è stata realizzata intorno alla sede e sono stati dispiegati circa 20 000 agenti di polizia. I costi del vertice, originariamente stimati dal governo bavarese in 130 milioni di euro, secondo fonti del ministero federale dell'interno ammontavano a circa 200 milioni, 360 milioni secondo Rolf von Hohenhau, presidente dell'Associazione dei contribuenti della Baviera. Al vertice hanno preso parte i capi di Stato e di governo di Stati Uniti, Canada, Giappone, Francia, Gran Bretagna, Italia, Germania e Unione europea.

### G7 del 2022
Il 14 dicembre 2021, il portavoce del governo federale Steffen Hebestreit ha annunciato che il vertice del G7 del 2022 si sarebbe svolto nuovamente a Schloss Elmau dal 26 al 28 giugno 2022, aggiungendo che Schloss Elmau «soddisfa tutti i requisiti logistici e di sicurezza di una sede del vertice del G7».
Al vertice hanno preso parte i capi di Stato e di governo di Stati Uniti, Canada, Giappone, Francia, Gran Bretagna, Italia, Germania e Unione europea.